# Брда (Власеница)
Брда је насељено мјесто у општини Власеница, Република Српска, БиХ. Према попису становништва из 1991. у насељу је живјело 71 становника.

## Становништво
Према попису становништва из 1991. године, мјесто је имало 71 становника.
| Националност       | 1991. |
| Срби               | 70    |
| остали и непознато | 1     |
| укупно             | 71    |

| Демографија | Демографија | Демографија |
| Година      | Становника  | Становника  |
| ----------- | ----------- | ----------- |
| 1961.       | 112         |             |
| 1971.       | 108         |             |
| 1981.       | 95          |             |
| 1991.       | 71          |             |